# Kodihalli, Bangarapet
Kodihalli là một làng thuộc tehsil Bangarapet, huyện Kolar, bang Karnataka, Ấn Độ.